# Scrofulaire
Scrophularia
Genre
Scrophularia (en français, les scrofulaires) constitue un genre de plantes herbacées bisannuelles ou vivaces de la famille des Scrofulariacées.

## Espèces
Le genre Scrophularia comprend 120 espèces environ dans les régions tempérées de l'hémisphère nord[réf. nécessaire]. Parmi celles-ci on peut rencontrer en France :
- Scrophularia atrata
- Scrophularia auriculata - Scrofulaire à oreillettes
- Scrophularia californica
- Scrophularia canina - Scrofulaire des chiens
- Scrophularia desertorum
- Scrophularia laevis
- Scrophularia lanceolata
- Scrophularia macrantha
- Scrophularia marilandica
- Scrophularia minutiflora
- Scrophularia montana
- Scrophularia nodosa - Scrofulaire noueuse
- Scrophularia oregana
- Scrophularia parviflora
- Scrophularia peregrina
- Scrophularia ramosissima
- Scrophularia scorodonia
- Scrophularia umbrosa - Scrofulaire ailée
- Scrophularia vernalis
- Scrophularia villosa

### Liste d'espèces
Selon Catalogue of Life (9 mai 2013) :
- Scrophularia aequilabris
- Scrophularia alaschanica
- Scrophularia atrata
- Scrophularia auriculata
- Scrophularia buergeriana
- Scrophularia californica
- Scrophularia canina
- Scrophularia chasmophila
- Scrophularia delavayi
- Scrophularia dentata
- Scrophularia desertorum
- Scrophularia diplodonta
- Scrophularia elatior
- Scrophularia fargesii
- Scrophularia formosana
- Scrophularia henryi
- Scrophularia heterophylla
- Scrophularia heucheriiflora
- Scrophularia hypsophila
- Scrophularia incisa
- Scrophularia kakudensis
- Scrophularia kansuensis
- Scrophularia kiriloviana
- Scrophularia laevis
- Scrophularia lanceolata
- Scrophularia lhasaensis
- Scrophularia lijiangensis
- Scrophularia macrantha
- Scrophularia macrocarpa
- Scrophularia mandarinorum
- Scrophularia mapienensis
- Scrophularia marilandica
- Scrophularia minutiflora
- Scrophularia modesta
- Scrophularia moellendorffii
- Scrophularia montana
- Scrophularia nankinensis
- Scrophularia ningpoensis
- Scrophularia nodosa
- Scrophularia parviflora
- Scrophularia pauciflora
- Scrophularia peregrina
- Scrophularia przewalskii
- Scrophularia scorodonia
- Scrophularia souliei
- Scrophularia spicata
- Scrophularia stylosa
- Scrophularia taihangshanensis
- Scrophularia umbrosa
- Scrophularia urticifolia
- Scrophularia villosa
- Scrophularia yoshimurae
- Scrophularia yunnanensis

## Ennemis
Les chenilles des papillons de nuit (hétérocères) suivants se nourrissent de scrofulaires :
- Shargacucullia scrophulariae (ou selon les classifications Cucullia scrophulariae), la Cucullie de la scrofulaire
- Shargacucullia scrophulariphila (Staudinger, 1859)
- Shargacucullia scrophulariphaga (Rambur, 1833), en Corse sur Scrophularia ramosissima uniquement
- Shargacucullia verbasci (Linné, 1758), la  Cucullie du bouillon blanc que l'on trouve aussi sur des scrofulaires.

Les larves de Cionus scrophulariae se nourrissent de leurs boutons, et les adultes des feuilles.